# Wyse
Wyse is een historisch Amerikaans scootermerk dat kort na de Tweede Wereldoorlog op de markt kwam. Men bouwde een 332 cc eencilinderblok in.